# Aleksander Meysztowicz
Aleksander Meysztowicz (ur. 8 grudnia 1864 w Pojościu k. Poniewieża, zm. 14 lutego 1943 w Rzymie) – polski ziemianin, w latach 1921–1922 prezes Tymczasowej Komisji Rządzącej Litwy Środkowej, minister sprawiedliwości, przedstawiciel „żubrów wileńskich”. Ojciec Waleriana Meysztowicza.

## Życiorys
Pochodził z rodziny ziemiańskiej. Urodził się i wychował na Kowieńszczyźnie. Gimnazjum ukończył w Wilnie, a potem studiował na UJ w Krakowie. Po śmierci rodziców odziedziczył duży majątek – Pojoście, którym zaczął zarządzać. W latach 1900–1904 prezes Towarzystwa Rolniczego Kowieńskiego i Kowieńskiego Towarzystwa Wzajemnych Ubezpieczeń od Ognia.
Wziął udział w uroczystym odsłonięciu pomnika Katarzyny II Wielkiej w Wilnie 23 września 1904 roku.
Od 1909 do 1917 mieszkał w Petersburgu oraz był członkiem rosyjskiej Rady Państwa. Był członkiem jako hospitant Komitetu Narodowego Polskiego. Od 1917 prezes Wileńskiego Banku Ziemskiego. W latach 1917–1918 był głównym działaczem ziemian kresowych w Stronnictwie Narodowo-Zachowawczym. Organizował związki ziemian na polskich kresach.
W latach 1921–1922 był prezesem Tymczasowej Komisji Rządzącej Litwy Środkowej. Podpisał akt ponownego złączenia Ziemi Wileńskiej z Rzecząpospolitą. Minister sprawiedliwości w rządach Józefa Piłsudskiego i Kazimierza Bartla. Od 1933 tajny szambelan papieski.

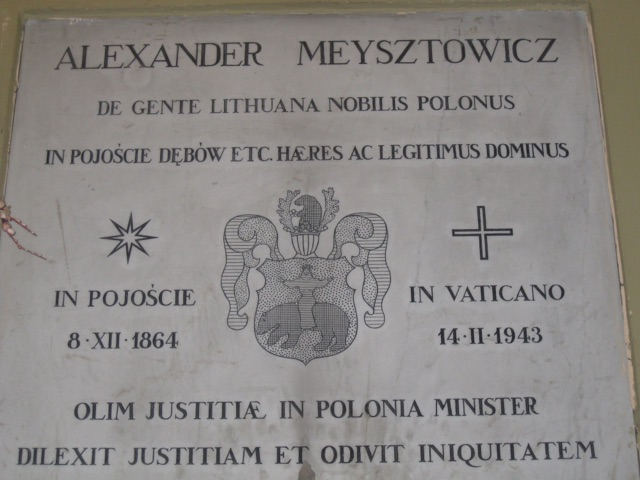
Grób Aleksandra Meysztowicza w krypcie kościoła św. Anny na Watykanie

W 1939 wyjechał do Rzymu, gdzie zmarł. Został pochowany w krypcie kościoła św. Anny na Watykanie. 

## Odznaczenia
- Krzyż Komandorski z Gwiazdą Orderu Odrodzenia Polski (2 maja 1923)[7][8]